# Eurhinosea flavaria
Eurhinosea flavaria är en fjärilsart som beskrevs av Alpheus Spring Packard 1876. Eurhinosea flavaria ingår i släktet Eurhinosea och familjen mätare. Inga underarter finns listade i Catalogue of Life.